# Anthocerotopsida
Anthocerotopsida, biljni razred iz koljena Anthocerotophyta. sastoji se od četiri reda, svaka s jednom porodicom i pedesetak vrsta. 
Rasprostranjene su u tropskim i umjerenim pojasevima zemlje.

## Redovi
- ordo Anthocerotales Limpr.
- ordo Dendrocerotales Hässel emend. Duff et al.
- ordo Notothyladales Hyvönen & Piippo
- ordo Phymatocerotales Duff et al.